# Foyle's War
Foyle's War är en brittisk TV-serie som utspelar sig under andra världskriget. Serien är skapad av Anthony Horowitz och började sändas i England 2002.
Serien utspelar sig i Hastings under andra världskriget där poliskommissarien Christopher Foyle (Michael Kitchen) jagar brottslingar som drar fördel av krigets verkningar. Han får hjälp av sin chaufför Samantha "Sam" Stewart (Honeysuckle Weeks) och sin assistent Paul Milner (Anthony Howell). I serien förekommer även hans son Andrew (Julian Ovenden) som är pilot i Storbritanniens flygvapen.
Foyle, en tystlåten änkling, är metodisk och mycket observant och underskattas av sina motståndare. Många av hans fall handlar om personer som profiterar på kriget, svarta börsen och är inblandade i mord. Foyle stöter ofta på motstånd hos högt uppsatta personer inom den brittiska militären och underrättelsetjänsten som tycker att han lägger sig i, men även av överordnade inom polisen. 
Namnet på huvudpersonen, Christopher Foyle, kommer från Foyle's Bookshop vid Charing Cross Road i London. Anthony Horowitz har förklarat att han letade efter ett namn som skulle passa för det tidiga 1940-talet. Ägaren till bokhandeln hette Christina Foyle vilket gjordes om till Christopher Foyle. När Christina Foyle avled 1999 tog hennes brorson Christopher Foyle över butiken. Han fick en cameo-roll i avsnittet "Bad Blood" från 2006.
Efter sex omgångar (23 avsnitt) av serien avslutades den eftersom produktionskostnaderna ansågs bli för höga; dock ändrade sig produktionsbolaget och det spelades in nio nya avsnitt, vilka sändes i brittisk television  till och med 2015. Tidsperioden i de nya avsnitten är åren efter krigsslutet. I de sex sista av de nyinspelade avsnitten har handlingen flyttats från Hastings till London.

## Rollista
- Christopher Foyle – Michael Kitchen
- Samantha Stewart – Honeysuckle Weeks
- Paul Milner – Anthony Howell